# Попов Віктор Іванович
Віктор Іванович Попов (19 травня 1918, місто Астрахань, тепер Російська Федерація — 1 вересня 2007, місто Москва) — радянський державний діяч, дипломат, надзвичайний і повноважний посол СРСР у Великій Британії, ректор Дипломатичної академії МЗС СРСР. Член Центральної Ревізійної комісії КПРС у 1981—1986 роках. Доктор історичних наук, професор (1964), почесний доктор Дипломатичної академії МЗС Росії.

## Життєпис
У 1935—1936 роках — робітник карамельної фабрики міста Астрахані.
У 1936—1941 роках — студент Московського інституту історії, філософії та літератури.
Член ВКП(б) з 1947 року.
З 1947 року працював у системі Міністерства закордонних справ (МЗС) СРСР.
У 1949 році закінчив Вищу дипломатичну школу МЗС СРСР.
У 1949—1952 роках — старший викладач, завідувач Курсів удосконалення керівних дипломатичних працівників МЗС СРСР, у 1952—1966 роках — заступник директора, проректор з наукової та навчальної роботи Вищої дипломатичної школи МЗС СРСР.
У 1966—1968 роках — радник посольства СРСР в Австралії (Австралійському союзі). У 1968 році — радник-посланник посольства СРСР у Великій Британії.
У 1968—1980 роках — ректор Дипломатичної академії МЗС СРСР.
29 листопада 1980 — 10 квітня 1986 року — надзвичайний і повноважний посол СРСР у Великій Британії і на Мальті (за сумісництвом).
У 1986—1992 роках — радник МЗС СРСР, позаштатний консультант МЗС Російської Федерації.
З 1992 року — професор кафедри дипломатичної та консульської служби Дипломатичної академії МЗС Росії. Читав лекції та спецкурси з питань дипломатичної роботи («Світова дипломатія», «Дипломатична служба», «Зовнішня політика і дипломатія Англії»).
Автор монографій з питань зовнішньої політики СРСР, Англії, США і Німеччини («Змінюється країна традицій. Нотатки посла і вченого про Британію вісімдесятих» (1991), «Маргарет Тетчер: людина і політик» (1991), «Радник королеви — суперагент Кремля» (1995), «Життя в Букінгемському палаці. Єлизавета II і королівська родина» (1993)), підручника «Сучасна дипломатія».
Помер 1 вересня 2007 року. Похований в Москві на Ваганьковському цвинтарі.

## Нагороди і звання
- орден Трудового Червоного Прапора
- орден «Знак Пошани»
- медалі
- Державна премія СРСР
- надзвичайний і повноважний посол СРСР
- Заслужений діяч науки Російської Федерації
- Почесний працівник Міністерства закордонних справ Російської Федерації